# TO-92

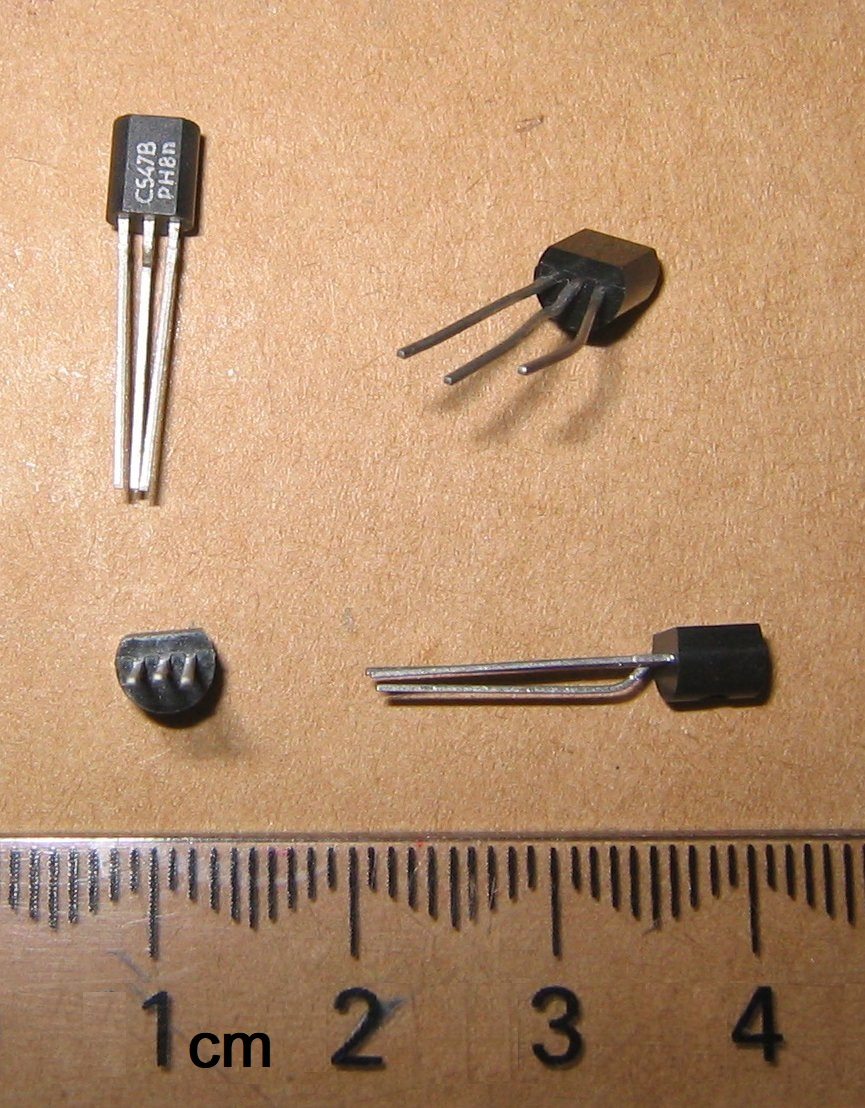
Il package TO-92 da diverse angolature.

Vista frontale del package TO-92: il pin 1 è a sinistra.

Vista posteriore del package TO-92.

Il TO-92 è un package ampiamente utilizzato nella fabbricazione dei transistor. Il contenitore è spesso realizzato con resine epossidiche o plastica, ed offre dimensioni compatte unite ad un costo molto basso.

## Storia e origine
La sigla JEDEC "TO-92" deriva dal nome originale per il package, ossia Transistor Outline package, case style 92.

## Costruzione e orientamento
Il contenitore è fuso intorno al transistor in due parti: la parte frontale, o faccia, è piatta, e riporta il codice del transistor. La parte posteriore, o dorso, è semi-circolare. Guardando da vicino, si può notare la linea di giunzione in cui le due parti sono stampate insieme.
I pin sporgono dalla parte inferiore del contenitore. Quando si guarda la faccia del transistor, i pin sono comunemente numerati da sinistra a destra: nel caso dei transistor a giunzione bipolare o BJT, con emettitore, base, collettore, tuttavia, sono possibili altre configurazioni.
Esistono configurazioni dei pin pre-piegati ordinate per soddisfare specifiche layout del PCB. Altrimenti, i pin possono essere piegati per l'uso richiesto.

## Vantaggi
- Transistor di questo tipo possono essere prodotti molto a buon mercato e utilizzano pochissimo spazio sulle schede. La maggior parte dei tipi di transistor in formato TO-92 è disponibile in grandi quantità dai distributori all'ingrosso.
- Sono facili da trovare nei piccoli negozi di elettronica a causa della loro grande utilità, il che li rende una scelta privilegiata per lavori hobbistici e prototipi.

## Componenti comuni in package TO-92
Transistor comuni:
- BC548, transistor NPN
- BC558, transistor PNP
- 2N3904, transistore NPN
- 2N3906, transistore PNP
- 2N7000, transistor a effetto di campo a canale n
- BS170, transistor a effetto di campo a canale n, simile al 2N7000
- PN2222A, una versione "plastica" dell'originale transistor NPN 2N2222 che era in package TO-18

Altri componenti comuni:
- MK484, circuito integrato AM radio
- serie 78Lxx, circuiti integrati per la regolazione di tensione
- TL431, circuito integrato per la regolazione di tensione
- TMP36, sensore di temperatura analogico, con uscita lineare proporzionale alla temperatura